# Cargo Aircraft Only

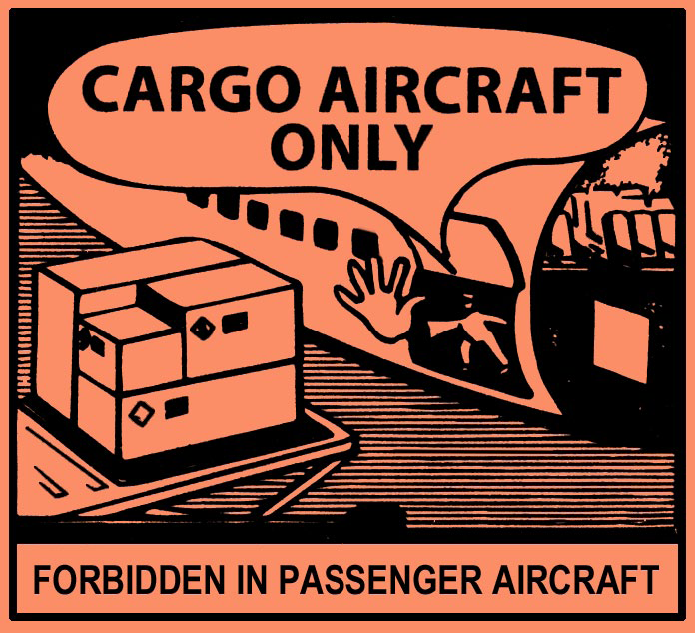
Etikett Cargo Aircraft Only

Cargo Aircraft Only (CAO) bedeutet, dass ein Frachtstück nur für Frachtflugzeuge und nicht für Passagierflugzeuge erlaubt ist.
Diese orangefarbenen rechteckigen Aufkleber mit einer Mindestgröße von 120 × 110 mm warnen das Verladepersonal der Fluggesellschaften davor, gefährliche Fracht in Passagierflugzeuge zu verladen, da diese eine Gefahr für die Sicherheit des Flugzeugs und seiner Passagiere darstellen könnte.
Die Packing Instruction (dt. Verpackungsvorschrift) gibt die Bedingungen für die Verpackung an, sowie die zur Beförderung erlaubten Mengen pro Packstück. Bei Verbot des Transportes steht: F = FORBIDDEN (dt. verboten) in der Gefahrgutliste.
Frachtstücke, die die Bedingungen nach der Gefahrgutverordnung PAX erfüllen, also für Passagierflugzeuge geeignet sind, dürfen immer auch in Frachtmaschinen befördert werden.
Beispiel: IATA-Verpackungsvorschrift 618 (CAO) = z. B. Bromchlormethan